# Minanapis
Minanapis es un género de arañas araneomorfas de la familia Anapidae. Se encuentra en Chile y Argentina.

## Especies
Según The World Spider Catalog 12.0:
- Minanapis casablanca Platnick & Forster, 1989
- Minanapis floris Platnick & Forster, 1989
- Minanapis palena Platnick & Forster, 1989
- Minanapis talinay Platnick & Forster, 1989